# Témiscouata
Pour les articles homonymes, voir Témiscouata (homonymie).
Le Témiscouata est une municipalité régionale de comté (MRC) du Québec, dans la région administrative du Bas-Saint-Laurent, créée le 1er janvier 1982. Son chef-lieu est la ville de Témiscouata-sur-le-Lac. D'une superficie de 3 921 km2, elle est composée de 19 municipalités : 3 villes, 11 municipalités et 5 paroisses avec une population totale de 19 497 habitants, en 2022.

## Présentation de la région naturelle
Située dans les Appalaches, la MRC de Témiscouata comprend de multiples collines et montagnes, entrecoupées de vallées au fond desquelles on retrouve souvent de longs lacs. La chaîne des monts Notre-Dame (constituante des Appalaches) traverse la MRC du sud-ouest au nord-est. Les sommets des Notre-Dame atteignent souvent les 500 mètres dans la région, le point le plus élevé de la MRC étant situé sur le territoire de Pohénégamook, où l’on retrouve le mont Bleu qui culmine à 660 mètres.
Les principaux lacs sont les lacs Squatec, Touladi, Pain de Sucre, Pohénégamook, Long, Lavoie, Dole, Témiscouata, Meruimticook aussi appelé lac Jerry ; cependant, il en existe environ une centaine.
Le lac Témiscouata est l'un des plus grands de la rive sud du Québec. Il mesure 42 km de longueur et de 3 à 6 km de largeur. En hiver, le lac gèle sur toute sa surface. Entre les localités de Notre-Dame-du-Lac et de Saint-Juste-du-Lac, un pont de glace carrossable est créé pour remplacer le traversier. En été, un bac est utilisé.
Le réseau hydrographique du Témiscouata est partagé en deux bassins principaux : celui du fleuve Saint-Laurent et celui du fleuve Saint-Jean. Le fleuve Saint-Jean compte parmi ses affluents la rivière Madawaska qui prend sa source au lac Témiscouata, lui-même alimenté, entre autres, par la rivière Cabano et le réseau des rivières et lacs Squatec et Touladi. Au total, les différents sous-bassins du fleuve Saint-Jean couvrent plus de 90 % du territoire de la MRC.
Le 9 avril 2009, le Gouvernement du Québec annonce la création du parc national du Lac-Témiscouata d'une superficie de 175 km2 qui sera situé en partie au nord-est et en partie au sud-ouest du lac Témiscouata. Le Parc est officiellement établi en décembre 2009.

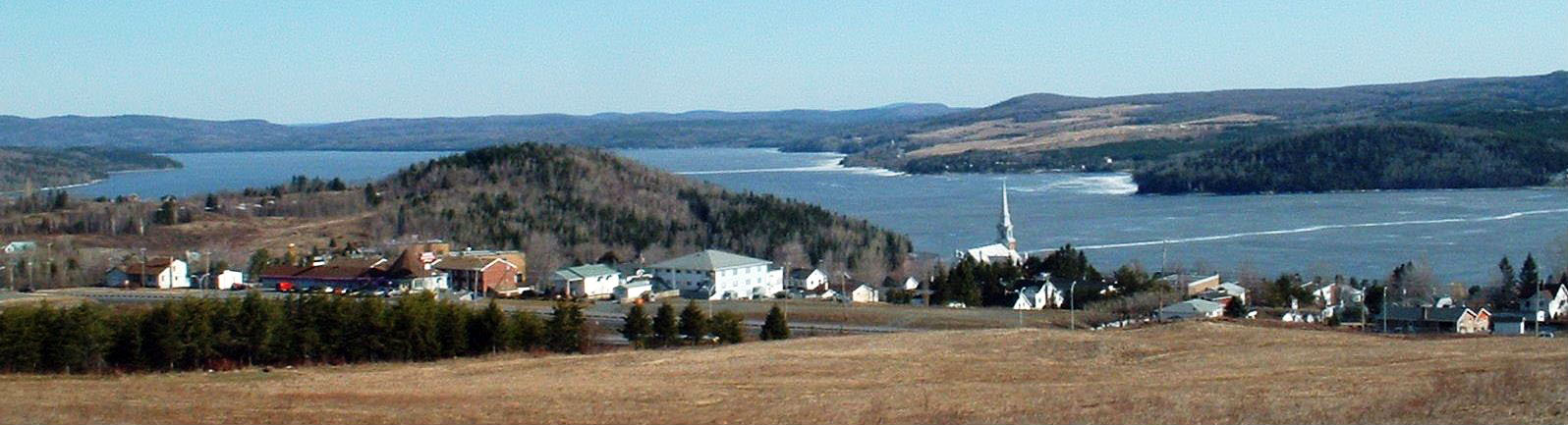
Aperçu du lac Témiscouata, à la hauteur de Notre-Dame-du-Lac

## Géographie
L’organisation spatiale du Témiscouata se caractérise par une faible densité d’occupation et un grand morcellement du territoire habité. On y distingue en effet des ensembles territoriaux plus ou moins bien définis qui, en raison de certaines discontinuités du territoire habité, forment des milieux d’appartenance distincts. Les liens économiques et sociaux à l’intérieur de ces ensembles sont plus importants que les liens qui existent entre les différents ensembles.

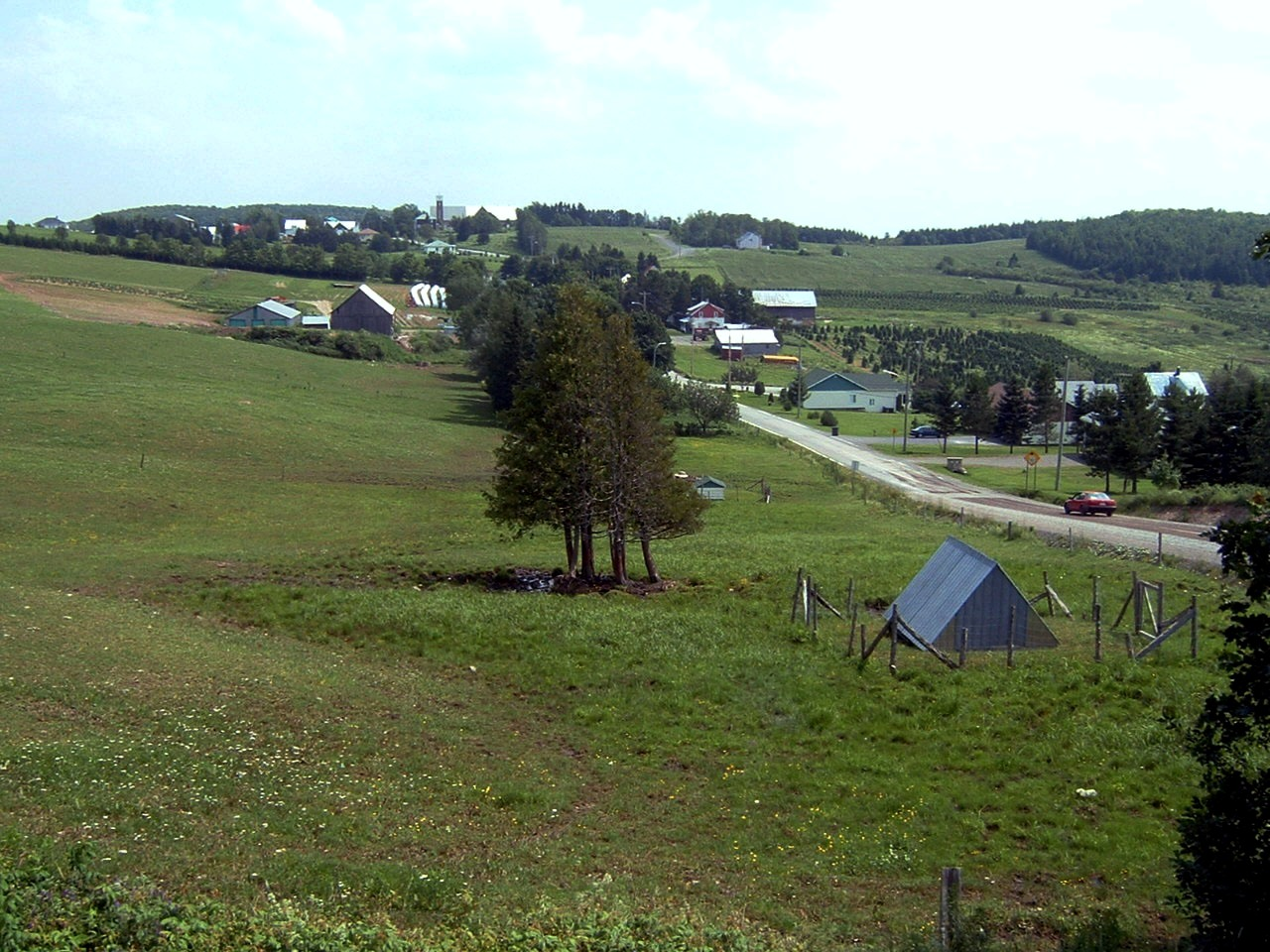
Le village de Packington au Témiscouata, en périphérie de l'axe de la route Transcanadienne

Le plus important de ces ensembles est celui qui s’articule autour de l’axe de la route transcanadienne. Cette route joue le rôle d’une colonne vertébrale à laquelle sont reliées, parfois via une route secondaire, la moitié des municipalités de la MRC. Saint-Louis-du-Ha! Ha!, Témiscouata-sur-le-Lac et Dégelis sont les trois municipalités qui forment le cœur de cet ensemble. Cette partie du Témiscouata est aussi celle qui subit le plus directement l’influence des deux centres urbains situés aux extrémités de cette portion de la route transcanadienne, soit Rivière-du-Loup et Edmundston.
Le second ensemble est formé des 4 municipalités situées le long ou en marge de l’axe de la route 289. Cette partie du Témiscouata est appelée le Transcontinental, du nom du chemin de fer qui y a initié la colonisation et qui traverse toujours cette région. Cet ensemble est dominé par la municipalité de Pohénégamook, qui joue le rôle de pôle de services pour le secteur.
À l’est de la MRC, on distingue deux ensembles plus petits, mais bien définis puisque isolés par la topographie ou entourés par la grande forêt publique. Sur la rive est du lac Témiscouata débute ce qu’on appelle le JAL, formé par les municipalités de Saint-Juste-du-Lac, d’Auclair et de Lejeune. Cet ensemble, fortement enclavé, reste marqué par les expériences de solidarité sociale que sa population a vécu dans les années 1970 en réponse aux menaces de fermeture de leurs villages. Enfin, à l’extrémité nord de la MRC se trouvent les municipalités de Biencourt, Lac-des-Aigles et Squatec. Cet ensemble est faiblement rattaché au reste de la MRC et s’inscrit dans l’aire d’influence de la ville de Rimouski. La municipalité de Squatec joue le rôle de centre de service desservant cet ensemble.

### Municipalités

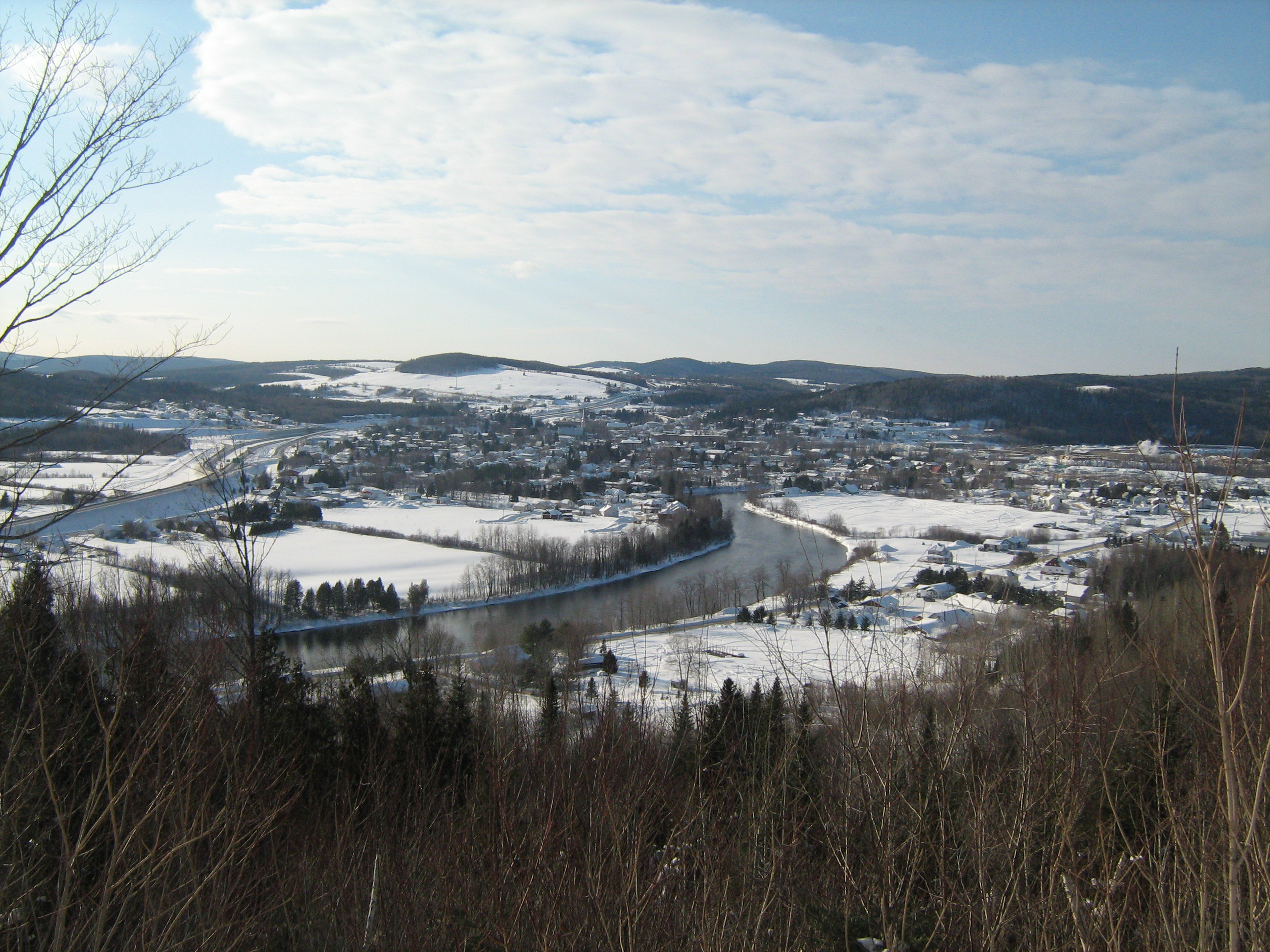
Dégelis

| Nom                         | Statut                   | Population 2021 | Superficie (km2) | Densité (h/km2) | Ref |
| --------------------------- | ------------------------ | --------------- | ---------------- | --------------- | --- |
| Auclair                     | Municipalité             | 447             | 107,7            | 4,15            |     |
| Biencourt                   | Municipalité             | 433             | 188              | 2,3             |     |
| Dégelis                     | Ville                    | 2 884           | 568              | 5,08            |     |
| Lac-des-Aigles              | Secteur                  | 495             | 90,3             | 5,48            |     |
| Lejeune                     | Municipalité             | 246             | 273,5            | 0,9             |     |
| Packington                  | Municipalité de paroisse | 578             | 123,3            | 4,69            |     |
| Pohénégamook                | Ville                    | 2 481           | 349,4            | 7,1             |     |
| Rivière-Bleue               | Municipalité             | 1 261           | 180,3            | 6,99            |     |
| Saint-Athanase              | Municipalité             | 303             | 290,9            | 1,04            |     |
| Saint-Elzéar-de-Témiscouata | Municipalité             | 311             | 150,7            | 2,06            |     |
| Saint-Eusèbe                | Municipalité de paroisse | 587             | 131              | 4,48            |     |
| Saint-Honoré-de-Témiscouata | Municipalité             | 763             | 262,1            | 2,91            |     |
| Saint-Jean-de-la-Lande      | Municipalité             | 232             | 108,6            | 2,14            |     |
| Saint-Juste-du-Lac          | Municipalité             | 543             | 190,5            | 2,85            |     |
| Saint-Louis-du-Ha! Ha!      | Municipalité de paroisse | 1 311           | 109,09           | 12,02           |     |
| Saint-Marc-du-Lac-Long      | Municipalité de paroisse | 365             | 155,9            | 2,34            |     |
| Saint-Michel-du-Squatec     | Municipalité             | 1 076           | 385,4            | 2,79            |     |
| Saint-Pierre-de-Lamy        | Municipalité             | 122             | 114,1            | 1,07            |     |
| Témiscouata-sur-le-Lac      | Ville                    | 5 054           | 245,6            | 20,58           |     |
| Total                       | Total                    | 19 492          | 4 049,95         | 4,81            |     |

## Préhistoire
Le Témiscouata est occupé de façon pratiquement continue depuis plus de 8 000 ans, période que l'on appelle dans le nord-est américain le Paléoindien récent. En effet, de par son emplacement stratégique entre la vallée du Saint-Laurent et la Baie de Fundy (via la rivière Saint-Jean), le Témiscouata représentait, pour les populations préhistoriques nomades, un important carrefour de circulation. Il s'agit donc d'un lieu clé pour mieux comprendre le peuplement de l'est du Québec par les premiers groupes amérindiens. On dénombre près d'une cinquantaine de sites archéologiques dans la région du Témiscouata, où des recherches archéologiques ont lieu depuis les années 1960. La majorité de ces sites se situent autour des lacs Touladi, Squatec, Meruimticook et Témiscouata, ainsi que le long de la rivière Madawaska. Dès l'arrivée des Européens dans la région, les populations amérindiennes Malécites pratiquaient la traite de la fourrure.

## Histoire
Région de passage entre le fleuve Saint-Laurent et l'Acadie, le Témiscouata est fréquenté très tôt dans l’histoire par les Amérindiens puis par les Européens. Les premières tentatives d’occupation n’ont cependant lieu que dans la première moitié du XIXe siècle. On cherche alors à y asseoir la souveraineté britannique face aux revendications territoriales américaines. La population résidente reste cependant très faible jusque dans les années 1860*, au moment de l’achèvement d’une nouvelle route reliant le Saint-Laurent au Madawaska.

### Une colonisation au service de l'industrie forestière
L’ouverture du chemin du Témiscouata coïncide avec l’émergence d’un nouveau mode de développement économique issu de la révolution industrielle et reposant sur l’expansion de la grande entreprise. C’est l’industrie forestière, attirée par une ressource désormais accessible, qui donnera l’impulsion nécessaire au développement du Témiscouata et qui implantera un mode d’occupation du territoire basé sur le système agroforestier.

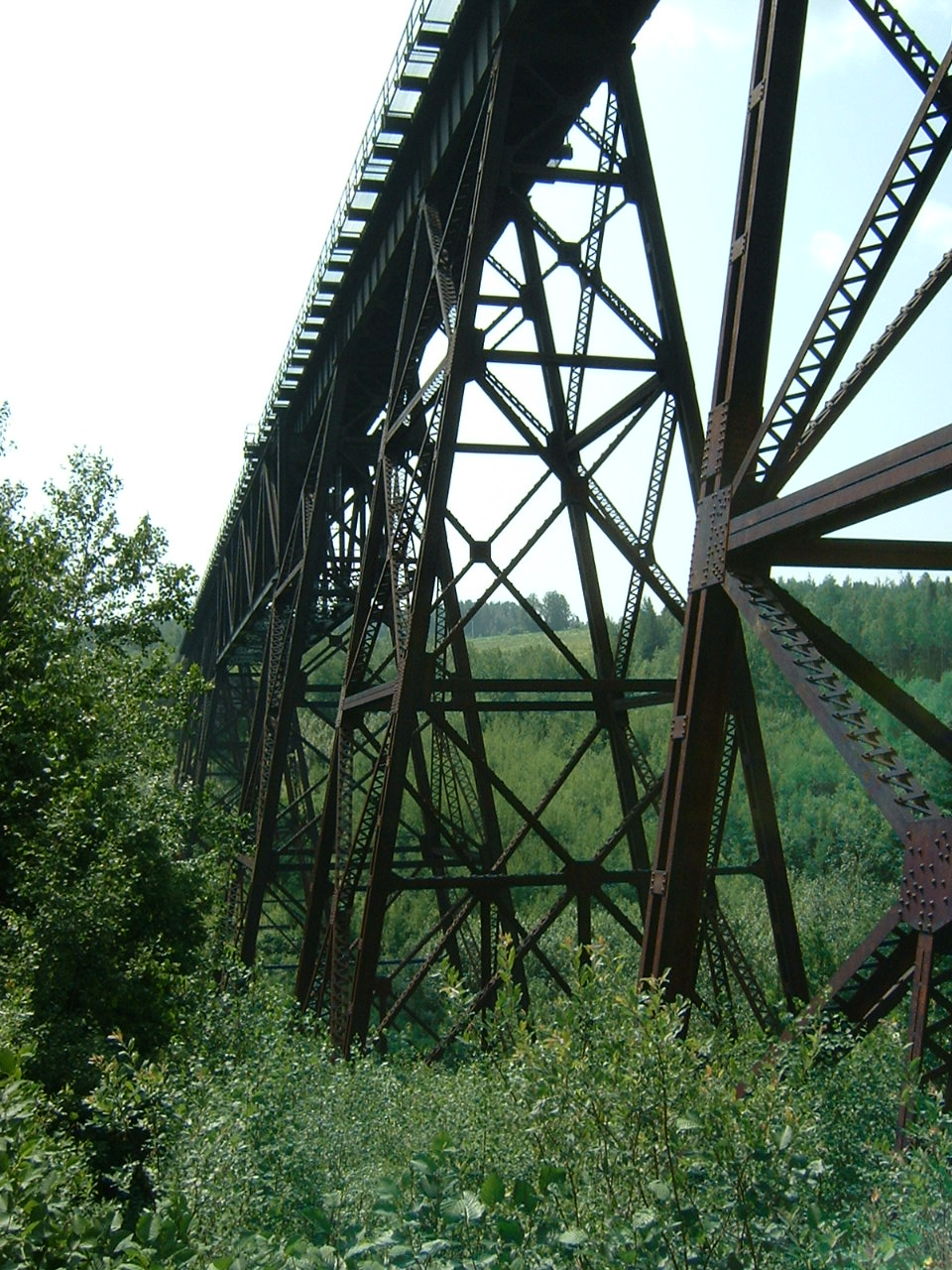
Pont ferroviaire sur la ligne du Transcontinental, à Pohénégamook, au Témiscouata

Le système agroforestier repose sur la complémentarité économique, dans un même espace, entre une agriculture de subsistance et l’industrie forestière. Cette complémentarité sert tout autant le colon qui trouve dans le travail en forêt le moyen d’avoir des revenus que ne peut lui procurer la ferme, que l’industrie forestière qui trouve ainsi à proximité une main d’œuvre abondante pour le travail en forêt. Le système agroforestier se caractérise également par une occupation expansive du territoire, par l’implantation dispersée de villages et par un écoumène discontinu. C’est sur ce système que repose tout le développement du Témiscouata entre 1860 et 1940.
Par ses caractéristiques propres, le système agroforestier ne favorise pas le développement d’une économie locale diversifiée. Le système vise avant tout l’exploitation de la ressource forestière et son exportation vers les marchés extérieurs. Ce développement «induit» plutôt que «endogène», reste très dépendant de l’économie des grands centres et des centres intermédiaires comme Rivière-du-Loup (Fraserville) ou Edmundston. Les habitants, prisonniers de rapports socio-économiques dominés par la grande industrie, n’ont ni le temps ni les revenus pour investir sur leur propre terre. L’agriculture du Témiscouata, une agriculture de subsistance, n’évolue que très lentement, dans ce contexte, vers une activité de production rentable. Le système agroforestier n’engendrant pas pour ainsi dire d’économie locale apte à générer sa propre expansion, les premiers noyaux de peuplement situés le long de la route puis du chemin de fer du Témiscouata voient leur population stagner et devenir à leur tour des foyers d’émigration vers les nouvelles paroisses créées sur le même mode. La dominance du système agroforestier et la spécialisation économique de la région s’accélère avec la construction des chemins de fer du Témiscouata en 1889 et du Transcontinental en 1914 qui facilitent l’exploitation et l’exportation de la ressource forestière.

### L'effondrement du système agroforestier
Après la Seconde Guerre mondiale, des changements technologiques et dans la structure économique et industrielle du pays entraînent l’effondrement du système agro-forestier en moins de deux décennies. L’exploitation forestière évolue vers des modes de production nécessitant moins de main d’œuvre et n’arrive plus à fournir des emplois pour ces milliers de fermiers à temps partiel de la région. L’agriculture, de son côté, évolue aussi vers une plus grande productivité. Ce passage vers une agriculture plus productive nécessite souvent un grand investissement en capital de la part des agriculteurs, pour augmenter la superficie des fermes et mécaniser leur production. Dans les paroisses les plus jeunes du Témiscouata, colonisées à peine trente ans plus tôt, les agriculteurs n’avaient pas eu le temps en une seule génération, et à l’intérieur d’un système valorisant l’agriculture de subsistance, d’accumuler le capital nécessaire à cette transformation, contrairement à ceux des paroisses plus anciennes.
Sans emploi en forêt, sans argent pour consolider leurs exploitations agricoles, les gens quittent en grand nombre le Témiscouata entre 1956 et 1976, souvent pour les grands centres ou la Nouvelle-Angleterre. La population passe alors de 34 660 à 25 260, une baisse de 27 %. Notamment pour les raisons évoquées plus haut, les paroisses les plus touchées sont les dernières fondées, alors que les plus vieilles, dont l’économie est aussi plus diversifiée, résistent mieux au déclin. C’est ainsi que le centre de la MRC, formé de l’ensemble Saint-Louis-du-Ha! Ha!, Témiscouata-sur-le-Lac et Dégelis n’a perdu que 7 % de sa population depuis cette période, alors que beaucoup de villages ont perdu plus de la moitié de leur résidents pendant cette période.
Le déclin de l’agriculture est une des conséquences les plus spectaculaires de la fin du système agroforestier. Entre 1956 et 2001, le nombre de fermes passe de 2 640 à 437. Pendant la même période 58 % des terres en culture sont abandonnées, soit près de 30 000 hectares.

### La réponse gouvernementale et les Opérations-dignité
Face aux enjeux de cette transformation du territoire qu’on observe alors au Témiscouata, mais aussi ailleurs au Québec, le gouvernement du Québec entreprend un exercice de planification inédit en matière d’aménagement, en prenant comme région pilote le Bas-Saint-Laurent-Gaspésie. La création du Bureau d'aménagement de l'Est du Québec (BAEQ) et la publication de son plan de développement en 1966 eurent d’importantes répercussions dans la région. Les rapports successifs du BAEQ et des organismes créés pour lui succéder allèrent jusqu’à proposer la fermeture complète des paroisses les plus isolées. Pour les responsables de l’époque, l’organisation territoriale héritée du système agroforestier était devenue inefficace en regard du nouveau contexte économique et le maintien de cette forme d’occupation représentait un frein au développement.
La réaction populaire qui s’ensuivit affirma haut et fort, à travers ce qu’on appela à l’époque les Opérations Dignité, la volonté de la population de continuer à vivre et à prospérer sur ces terres qu’on voulait fermer. Dans la foulée, plusieurs initiatives locales voient le jour. Des coopératives et entreprises sociales de toutes sortes sont créées, dont certaines, comme les groupements forestiers, sont devenues des succès qui ont fait école.
Si après 1970-1975 le gouvernement n’avance plus l’idée qu’il faille consolider l’occupation du territoire en se retirant des secteurs à l’accessibilité difficile et où la densité de population est moindre, certaines politiques économiques adoptées depuis cette époque ont plus ou moins le même effet.
Un historien commente : « La fermeture expéditive s’étant avérée un moyen électoralement risqué et socialement difficile d’application, l’attrition est apparue tout naturellement comme la meilleure technique de gestion de ce qui n’apparaît plus, aux yeux de plusieurs, qu’un malheureux vestige d’un passé d’égarement. La mort à petit feu est devenue une politique de fermeture. »
Au lieu de fermer les paroisses d’un seul coup, on les a laissé s’assécher progressivement. En effet, le dépérissement de plusieurs villages, qui apparaissait inévitable en 1966 aux yeux du BAEQ, s’est parfois concrétisé dans les décennies qui ont suivi, malgré les mouvements de solidarité sociale ou de retour à la terre qui l’ont freiné sans l’arrêter.
Depuis, l’histoire récente du Témiscouata n’est qu’une succession de luttes de toutes sortes, pour tenter de sauvegarder telle entreprise, conserver tel acquis ou obtenir la réalisation d’un projet vital. Plusieurs succès ont encouragé la population à poursuivre ces luttes, malgré certains revers. Aujourd’hui, les Témiscouatains demeurent déterminés à occuper ce territoire et à le faire prospérer envers et contre tous,.

## Portrait sociodémographique

### Démographie

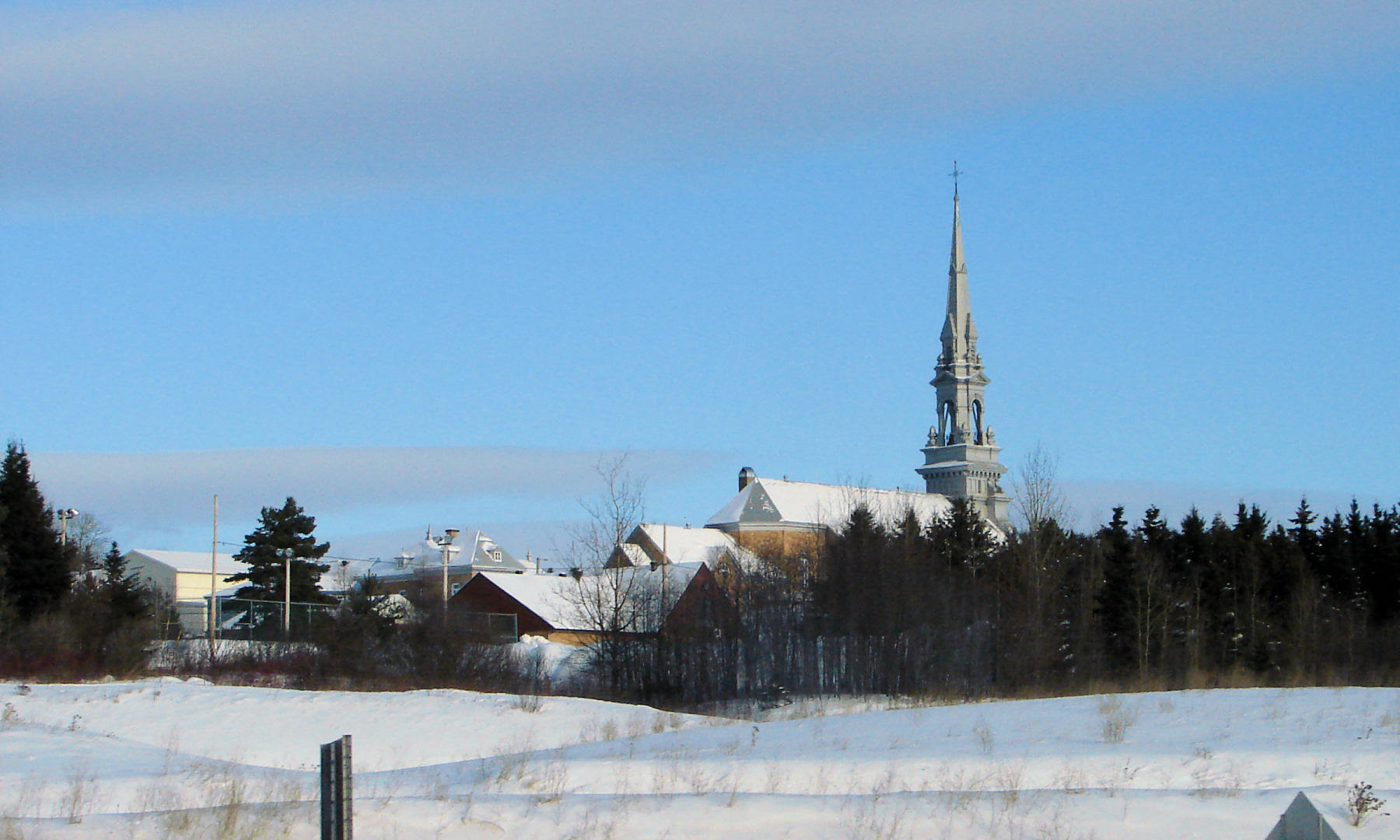
Saint-Louis-du-Ha! Ha!

Le Témiscouata voit sa population diminuer constamment depuis le recensement de 1956, en raison principalement de l'exode des jeunes vers les grands centres. En 1996, le Témiscouata comptait 3 280 jeunes âgés entre 15 et 24 ans. En 2005, cette même cohorte âgée maintenant entre 25 et 34 ans, ne compte plus que 2 245 personnes. C'est donc 1 035 jeunes de cette cohorte qui ont quitté la région en 10 ans, soit un taux de départ de 32 %. Ce phénomène accentue le vieillissement naturel de la population témiscouataine.
| Groupe d'âge   | 1991        | 1996        | 2001        | 2005        | variation 2005/1991 |
| -------------- | ----------- | ----------- | ----------- | ----------- | ------------------- |
| 0-14 ans       | 5 240       | 4 520       | 3 894       | 3 399       | - 35,1 %            |
| 15-24 ans      | 3 090       | 3 280       | 3 066       | 2 755       | - 10,8 %            |
| 25-34 ans      | 3 570       | 2 925       | 2 393       | 2 245       | - 37,1 %            |
| 35-44 ans      | 3 635       | 3 800       | 3 776       | 3 094       | - 14,9 %            |
| 45-54 ans      | 2 525       | 3 085       | 3 642       | 3 816       | + 51,1 %            |
| 55-64 ans      | 2 260       | 2 150       | 2 574       | 3 010       | + 33,2 %            |
| 65-74 ans      | 1 915       | 2 040       | 1 964       | 1 935       | + 1,0 %             |
| 75 ans et plus | 1 110       | 1 285       | 1 542       | 1 739       | + 56,7 %            |
| Total          | 23 348 hab. | 23 082 hab. | 22 851 hab. | 21 993 hab. | - 5,8 %             |

Les prévisions démographiques publiées par le Bureau de la Statistique du Québec (BSQ) suggèrent que la baisse de la population est un phénomène qui se poursuivra encore plusieurs années au Témiscouata.

### Scolarité
Comme bien des régions périphériques, la MRC de Témiscouata présente un profil particulier de scolarisation. On y retrouve ici[Quand ?], toutes proportions gardées, 80 % plus de gens faiblement scolarisés (neuf années de scolarité ou moins) et 2,6 fois moins de gens très scolarisés (avec études et/ou diplômes universitaires) que dans l’ensemble du Québec.
Une telle situation peut s’expliquer par le faible nombre en région d’industries nécessitant une grande part de main d’œuvre très qualifiée. Les jeunes qui quittent le territoire pour poursuivre des études collégiales ou universitaires à l’extérieur disposent de peu de possibilités de revenir dans la région, à moins de s’orienter vers les professions reliées aux services gouvernementaux ou de réussir à dénicher un emploi exigeant des qualifications particulières dans une des industries locales.
Le projet « Biblio Pop » a été mis en place en collaboration avec l'ABC des Portages, la MRC de Témiscouata et la Caisse Desjardins des Lacs de Témiscouata pour venir en aide aux parents peu scolarisés. Ce projet-pilote vise à offrir des formations de base en français, mathématiques et en information aux citoyens du Témiscouata. Ces formations auront pour but de répondre à un besoin de soutien à l'apprentissage dans un milieu rural. Ces formations ont lieu aux bibliothèques de Dégelis et de Lac des Aigles.

### Revenus
Le revenu moyen par famille économique s’élevait en 2000 à 37 183 $ pour la MRC par rapport à 49 998 $ pour l’ensemble du Québec. L’écart est significatif : l’ensemble des ménages québécois gagnent en moyenne 34,5 % plus qu’un ménage témiscouatain.

## Économie
Entre 1991 et 2001, L’économie du Témiscouata a montré un dynamisme intéressant. Pendant cette période, le taux d’emploi a grimpé de 42,9 % à 46,8 %, ce qui représente un gain de 815 emplois en 10 ans. Malgré cette hausse, le taux d’emploi de la MRC demeure bien en dessous de la moyenne provinciale qui se situe à 58,9 %. Cet écart signifie qu’il manquerait 2 180 emplois au Témiscouata pour atteindre le même niveau d’emplois que dans l’ensemble du Québec.
L’économie de la MRC de Témiscouata présente le profil typique d’une économie dite «de région». Le secteur primaire (agriculture et exploitation des ressources naturelles) occupe une place beaucoup plus importante dans l’économie régionale que pour l’économie québécoise dans son ensemble. La proportion d’emplois issus du secteur primaire par rapport au nombre total d’emplois s’élève à 17,9 % pour le Témiscouata en regard de seulement 3,9 % pour le Québec en entier. Le secteur tertiaire est à l’inverse sous-représenté par rapport à la moyenne québécoise.

### Agriculture
L’agriculture fournit plus de 600 emplois dans la MRC, répartis entre 450 entreprises. Les fermes occupent le tiers de la superficie des terres privées du Témiscouata et les terres cultivées près de 10 % de celles-ci. L’agriculture témiscouataine est encore et depuis toujours largement présente dans l’élevage laitier et dans les bovins de boucherie. Cependant, depuis le début des années 1990, l’acériculture a connu une expansion remarquable de ses activités. Le sirop d’érable est ainsi devenu la principale production agricole du territoire.

### Industrie forestière

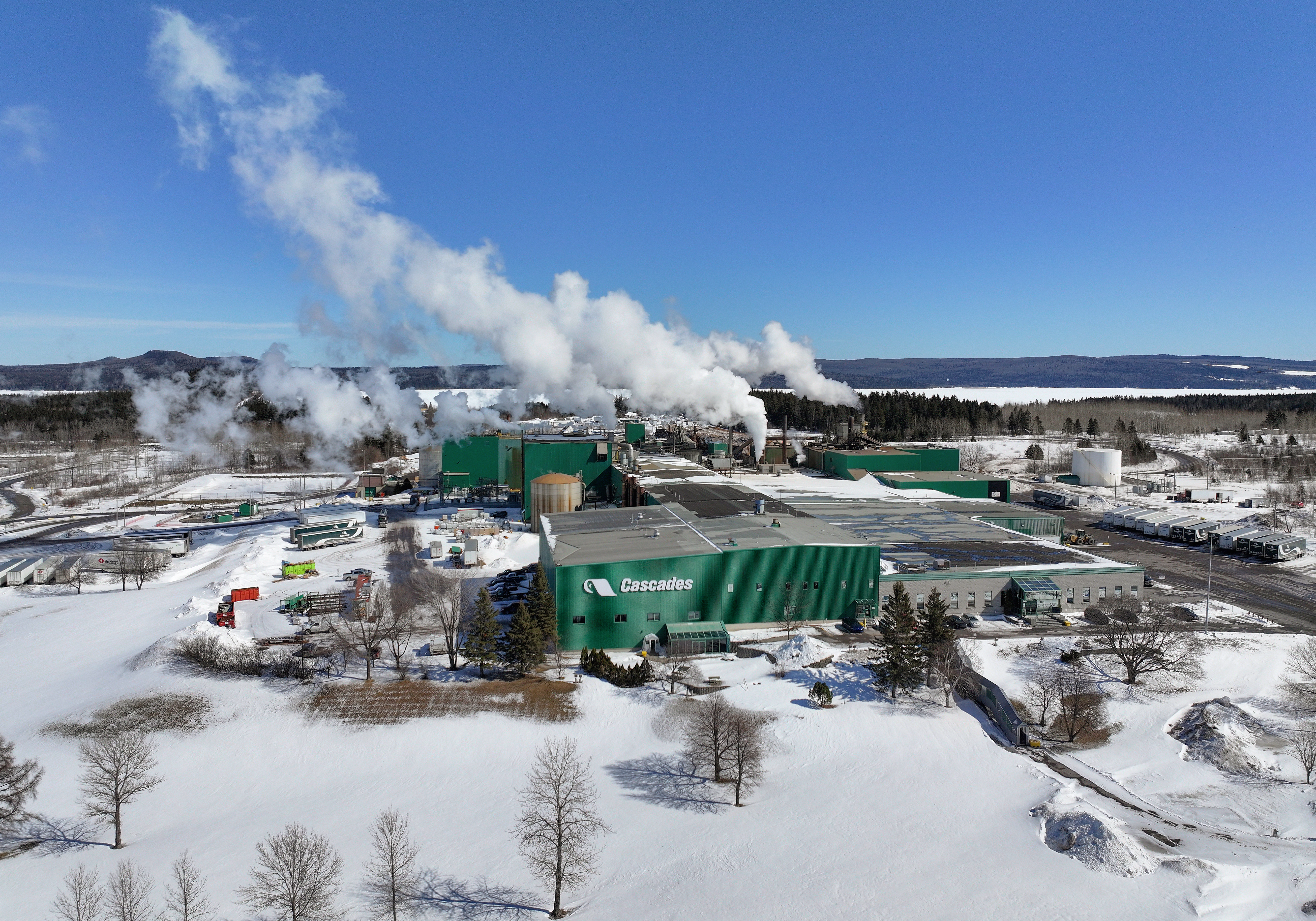
Cascades Emballage carton-caiss

La production forestière représente pour le Témiscouata un apport économique essentiel. Plus de 660 emplois découlent directement de l’exploitation de la forêt, qui couvre 87 % du territoire de la MRC. On retrouve près de 50 industries de transformation du bois (sciage, bardeaux, papier, meubles, etc.) qui emploient près de 1 300 personnes. l’industrie forestière génère donc près de 2 000 emplois dans la région; un total appréciable en relation avec les 8 750 emplois que l’on retrouve sur le territoire. Malheureusement, les usines n’exécutent que la première transformation sur le territoire et expédient le produit semi-fini vers l’extérieur. La région se voit donc privée des retombées liées à une transformation de la ressource.
Outre l’industrie de transformation du bois, notons aussi la présence d’une importante activité d’exploitation et de transformation de l’ardoise pour l’exportation outre-mer.

## Administration
Le préfet y est élu depuis les élections municipales de 2002.
| Période                                  | Période  | Identité         | Étiquette                                                          | Qualité |
| ---------------------------------------- | -------- | ---------------- | ------------------------------------------------------------------ | ------- |
| 1982                                     | 1993     | Alonzo Lemay     | Maire de Saint-Marc-du-Lac-Long                                    |         |
| 1993                                     | 1996     | Serge Pelletier  | Maire de Rivière-Bleue                                             |         |
| 1996                                     | 1997     | Émilien Beaulieu | Maire de Packington                                                |         |
| 1997                                     | 2013     | Serge Fortin     | Maire de Pohénégamook puis indépendant (élu au suffrage universel) |         |
| 2013                                     | En cours | Guylaine Sirois  | Indépendant (élu au suffrage universel)                            |         |
| Les données manquantes sont à compléter. |          |                  |                                                                    |         |

## Région pastorale

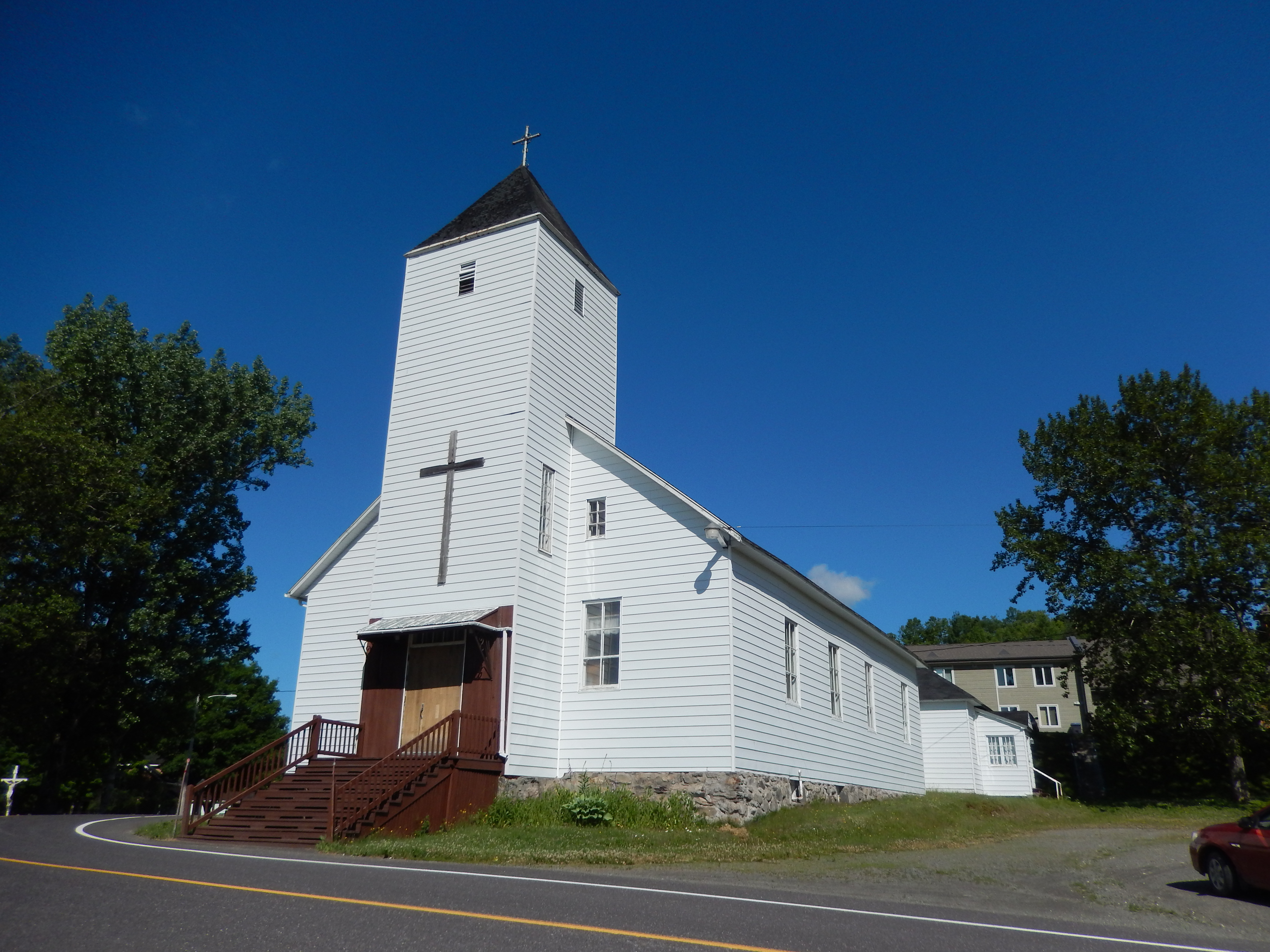
Église de Saint-Jean-de-la-Lande

Le Témiscouata est une région pastorale de l'archidiocèse de Rimouski qui est divisée en 21 paroisses :
- La Trinité-des-Monts
- L'Esprit-Saint d'Esprit-Saint
- Saint-Isidore du Lac-des-Aigles
- La-Nativité-de-la-Sainte-Vierge de Biencourt
- Saint-Michel-du-Squatec
- Saint-François-Xavier-de-Viger
- Saint-Hubert de Saint-Hubert-Rivière-du-Loup
- Saint-Pierre-de-Lamy
- Saint-Émile d'Auclair
- Saint-Godard de Lejeune
- Marie-Reine-des-Cœurs des Lots-Renversés
- Saint-Juste de Saint-Juste-du-Lac
- Saint-Mathias de Cabano
- Saint-Louis de Saint-Louis-du-Ha! Ha!
- Saint-Honoré de Saint-Honoré-de-Témiscouata
- Saint-Elzéar de Saint-Elzéar-de-Témiscouata
- Saint-Eusèbe
- Notre-Dame-du-Lac
- Saint-Benoit-Abbé de Packington
- Sainte-Rose de Dégelis
- Saint-Jean-de-la-Lande

#### Tourisme
- Le Gîte du Rêveur, avec des écrans de veille et fonds d'écran de paysages de la région, des informations touristiques sur la région
- Le festival Le Tremplin
- Le Festival les Cartonfolies
- Le festival Western de Dégelis